# Кено
Кено е хазартна игра с числа, тип бинго или лотария, която е много популярна в съвременните казина. Играе се в игрална зала. Тя е подобна на бингото, лотото, тотото и лотарията. В България не е толкова популярна, отколкото в Англия, САЩ, Канада и Австралия. Числата в кеното са 80, като са записани на топки, намиращи се в затворена стъклена сфера. Победител е този, който познае печелившите числа. В интернет пространството играта е много разпространена.
Всеки казино установява редица индивидуални изплащания, наречени "таблица за изплащане на печалби", в играта Keno. Играчите се заплащат в зависимост от броя избрани от тях числа (изборът на играча или числата, избрани от терминалното устройство), броя на съвпадащите числа и залога.
Има много видове изплащания в Keno, които зависят от казиното, често с "съотношение на казиното" по-голямо от това при други игри, които казиното предоставя. Съотношението на казиното варира от под 4 процента [1] до над 35 процента. Обичайното съотношение на казиното за стандартни игри в казиното, освен слотовете, е под 5%.

## История
Кено е древна игра. Предполага се, че се е зародила в Китай. За нея говорят старинни китайски свитъци от 200 г. пр.н.е. Според легендата Ченг Лин от династията Ханшуй в течение на няколко години води изтощителни войни. Но неговите поданици с течение на времето не желаят да подкрепят и субсидират повече войната. Затова монархът измисля игра с помощта на която по друг начин да вземе парите на поданиците си. Играта се нарича кено, има огромен успех и се разпространява много бързо по цял Китай. Според легендата приходът е толкова голям, че със средства от нея е построена Великата китайска стена.

## Вероятностите
Вероятността за печалба в играта Keno зависи от броя на избраните от вас числа и броя на правилните числа, умножени по залога ви в играта с таблицата за награди за тази игра. Фактически, ако уцелите повече числа, ще получите по-голяма награда, въпреки че в някои игри съществуват и награди за уцелване на по-малко числа. Например често се вижда, че казината предоставят награди от $500 или дори $1000 за липса на попадение в която и да е от общо 20 числа, при залог от $5.00.
Вероятността за играч да уцели всички 20 числа в един билет с 20 числа е около 1 на 3,5 трилиона (1 на 3,535,316,142,212,180,000).
Въпреки че е много малко вероятно да се улучат всичките 20 числа на 20 спот билета, на същия играч обикновено ще му се плаща и за улавяне на „уловени“ 0, 1, 2, 3 и 7 до 19 от 20, често със 17 чрез 19 хващания, плащащи същото като солидните 20 удара. Някои от другите плащащи „уловени“ билети за 20 спот билета или всеки друг билет с високи коефициенти за „солиден улов“ в действителност са много възможни за улавяне:
| Хитове | Вероятност                           |
| ------ | ------------------------------------ |
| 0      | 1 in 843.380 (0.11857057%)           |
| 1      | 1 in 86.446 (1.15678605%)            |
| 2      | 1 in 20.115 (4.97142576%)            |
| 3      | 1 in 8.009 (12.48637168%)            |
| 4      | 1 in 4.877 (20.50318987%)            |
| 5      | 1 in 4.287 (23.32807380%)            |
| 6      | 1 in 5.258 (19.01745147%)            |
| 7      | 1 in 8.826 (11.32954556%)            |
| 8      | 1 in 20.055 (4.98618021%)            |
| 9      | 1 in 61.420 (1.62814048%)            |
| 10     | 1 in 253.801 (0.39401000%)           |
| 11     | 1 in 1,423.822 (0.07023351%)         |
| 12     | 1 in 10,968.701 (0.00911685%)        |
| 13     | 1 in 118,084.920 (0.00084685%)       |
| 14     | 1 in 1,821,881.628 (0.00005489%)     |
| 15     | 1 in 41,751,453.986 (0.00000240%)    |
| 16     | 1 in 1,496,372,110.872 (0.00000007%) |
| 17     | 1 in 90,624,035,964.712              |
| 18     | 1 in 10,512,388,171,906.553          |
| 19     | 1 in 2,946,096,785,176,811.500       |
| 20     | 1 in 3,535,316,142,212,173,800.000   |

Вероятностите се променят значително в зависимост от броя на местата и числата, избрани от всеки билет.